# 曼努埃尔·法伊斯特
曼努埃尔·法伊斯特（德語：Manuel Faißt，1993年1月11日—），德国男子北欧两项运动员。他曾代表德国参加2022年冬季奥林匹克运动会北欧两项比赛，获得团体高跳台/4×5公里接力银牌。